# Paratebueno
Paratebueno es un municipio colombiano del departamento de Cundinamarca, ubicado en Provincia de Medina, a 211 km de Bogotá. 

## Toponimia

### Origen lingüístico[3]
- Familia lingüística: Indoeuropea
- Lengua: Latín

### Significado
Parate es una variación de la acción de parar, nace del latín parare, que originalmente significa "preparar, disponer, proporcionar". La palabra bueno es una expresión derivada de las voces latina bonus-benus-benum, que significan "respetable, honorable".
Del sentido de disponer se pasó al castellano a "poner en tal estado o posición", "pararse, colocarse", y adquirió el sentido de "detenerse". La asepción de pararse se originó en la antigua frase "pararse en píe", "ir a dar en un lugar", "tener posada".
Bonus-benus-benum son variaciones del latín antiguo duonus, derivación de la raíz latina du, que significa "honrar, respetar", "propicio, convincente". Durante el transcurso del siglo XIII, en Europa, el calificativo buena era utilizado para referirse a las haciendas o bienes materiales abonados y fértiles.

### Origen / Motivación
El origen de la expresión paratebueno se debe a las tradiciones de desplazamiento de los habitantes del llano, quienes se trasladaban con grandes lotes de ganado. En horas de la noche llegaban a las fincas de parada, para el otro día iniciar una nueva jornada y terminar en otro paradero. Entre el Casanare y el Meta se encontraba una finca de parada, denominada La Naguaya, con buenas praderas de pastos; los vaqueros le decían "paradero de buen ganado", "paratebueno".

### Nombres históricos
- La Naguaya (1968)

## Geografía
La cabecera municipal se encuentra a una altitud de 256 m s. n. m., y tiene una temperatura media anual de 27 °C.
Paratebueno es uno de los dos municipios del departamento de Cundinamarca ubicados en el piedemonte llanero, junto con Medina, Paratebueno hace parte de la Ruta Turística Piedemonte Llanero y se encuentra ubicado sobre La Marginal de la Selva, una importante vía nacional que recorre la Orinoquía colombiana.
| Noroeste: Santa María ( Boyacá) (Río Guavio) y Ubalá (B) | Norte: San Luis de Gaceno (Boyacá) (Río Guavio) | Nordeste: Sabanalarga ( Casanare) (Río Upía) y Barranca de Upía ( Meta) |
| Oeste: Medina                                            |                                                 | Este: Cabuyaro ( Meta)                                                  |
|                                                          | Sur: Cumaral ( Meta) (Río Guacavía)             |                                                                         |

## División territorial

### Cabecera municipal
Su Cabecera municipal se encuentra dividida en los barrios: Álvaro Parra, El Prado, Centro, Guadalupe Salcedo, Progreso, Luis Carlos Galán , Urbanización Villa Pilar, Urbanización Jericó, San Andrés I, San Andrés II, Nuevo Milenio, Sindamanoy, Villa Anita, Urbanización  La Guaratara, Urbanización Los Fundadores.

### Centros poblados
Paratebueno tiene bajo su jurisdicción los centros poblados:
- Cabuyarito
- El Engaño
- El Japón
- Maya
- Santa Cecilia

#### Veredas
Además, el municipio está compuesto con las siguientes veredas:
El Guaicaramo, Villa Panchelly, Aguas calientes, Boquerón, Botellas, Brasilia, Brisas de Macapay, Buena Vista de Alto Redondo, Buenavista, Candilejas, Caño Claro, La Libertad, Caño Rico, Caño tigre, Boquerón Bajo, Costas del Guavio, El Carmen de Villapacelly, El Diamante, El Tigre, La Europa, Las Lajas, La Libertad, Macapay Alto, Macapay Bajo, Naguaya Centro, Palomas de Caño Claro, Palomas de Mararabe, Puerto Virginias, Quienquita, San Jesús de Palomas, San José de la Carretera, San Luis de Naguaya, San Manuel, Santa Inés, Virginias.

## Historia
El caserío se fue poblando en territorio de Sabana Brava, al que fueron llegando refugiados de la violencia y que se convivió en medio de la disputa y diferencias de algunas familias.
El nombre de Paratebueno obedece a que la finca donada por Álvaro Parra para la fundación del caserío y actual municipio llevaba ésta denominación. Desde un comienzo, fue creciendo en forma organizada, calles, manzanas, parques, zonas verdes, plaza de mercado, plaza de ferias, oficinas de servicios, etc.
Para 1960, Paratebueno era un caserío de aproximadamente 30 viviendas, organizado a través de una junta de acción comunal. En 1962 la comunidad debatió un proyecto para organizar la primera feria, la cual se realizó en marzo de 1963, organizada por Jorge Herrera Escandón en lo que hoy es la plaza de mercado y el jardín infantil, presentando una exposición de ganado y de maquinaria agrícola de la región.
En 1970 se pensó en la construcción del acueducto, obra realizada por acción comunal entre los años 1970 y 1971, con la colaboración del Instituto Nacional de Salud (INAS). La comunidad aportó la mano de obra y el INAS la herramienta e infraestructura.
La construcción de la carretera Marginal de la Selva fue impulsada como consecuencia de la catástrofe de Quebrada Blanca en 1974, puesto que hubo la necesidad de tener una carretera que sirviese como opción en caso de cierre de la vía Bogotá-Villavicencio; en ese entonces  el presidente de la República era Alfonso López Michelsen. En el gobierno de Belisario Betancourt se inicia la pavimentación entre el puente Guacavía y Cumaral. Durante el gobierno de Virgilio Barco se detiene la obra, la cual es reactivada en el gobierno de César Gaviria y finalmente, en el gobierno de Ernesto Samper Pizano, se concluye felizmente la obra que culminó en 1995, cuando la carpeta asfáltica permitió hacer todo el recorrido hasta Villavicencio en 1 hora y 15 minutos, evitado así las 3 horas de la vía sin pavimentar.
En 1978, un grupo de ciudadanos tomó la decisión de gestionar la separación administrativa de la inspección de La Naguaya de su cabecera municipal, que era Medina; a pesar de condiciones adversas, tanto en lo político como en el cumplimiento de algunos requisitos, la Asamblea de Cundinamarca, mediante la ordenanza nº 36 del día 30 de noviembre de 1981, crea el municipio de Paratebueno, el cual se inaugura el 4 de julio de 1982, siendo presidente de la república Julio César Turbay Ayala y gobernador de Cundinamarca Enrique Rueda Riveros. Es nombrado primer alcalde de Paratebueno mediante decreto de la Gobernación el señor Ovidio Peñalosa, quien desempeña el cargo entre los meses de julio y noviembre; posteriormente reemplazado por Alfonso Alberto Nieto Vaquero.
El 8 de junio de 2025, a las 8:08 a. m., se registró un terremoto de magnitud 6.5 en la escala de Richter con 10 km de profundidad y que dejó un saldo de 30 casas destruidas.

## Economía

### Agricultura
El principal renglón económico de Paratebueno es el cultivo industrial de la palma de aceite con una área aproximada de 5300 ha sembradas, además de contar con el Centro  de Investigaciones en Palma de Aceite de la Orinoquía CENIPALMA. Otros cultivos de importancia son el arroz y los frutales con la piña en la zona de Maya, el cultivo del caucho para la extracción del latex, plátano, mangostino y en menor escala el aguacate y cacao en la vereda la Europa.

### Ganadería
La principal actividad en este renglón es la tradicional producción extensiva de ganado vacuno aunque también se encuentran haciendas de mejoramiento genético muy tecnificadas; se destacan también la producción piscícola con un área aproximada de 144 ha destinadas. También hay una importante producción avícola con las granjas de Pollo Andino ubicadas en las veredas San Luis de Naguaya y Palomas Mararave avícola, en menor escala se encuentran la producción porcina y de gallinas ponedoras. En el área rural de la inspección de Maya existe un mercado importante de derivados lácteos producidos artesanalmente con la cuajada campesina la cual se vende a los mercados de Villavicencio y Bogotá principalmente. y ya en escala industrial con la producción de queso siete cueros y quesadillos.

### Turismo
Este sector se ve altamente beneficiado por las características naturales del municipio, dada su cercanía con Villavicencio el cual está a una hora de viaje. Su clima atemperado alrededor de los 27 °C y su condición de zona de piedemonte llanero le permite tener variedad de terrenos y paisajes donde se realizan actividades entre las que se destacan las aguas termales,  ciclomontañismo, cabalgatas, caminatas, cabañas tipo glamping, hoteles campestres, fincas agroturísticasa, pesca deportiva y visita a sitios emblemáticos. 
Cuenta con los siguientes atractivos :
- Aguas termales de Aguascalientes.
- Mirador Alto de La Guala.
- Cerro Guaicaramo.
- Cultivos de palma africana y piña mayanés.
- Paseo Ecológico a la cascada Golpe de Agua, vereda Japón.
- Travesía en flotador por la canal desde la Bocatoma hasta el Casco Urbano.
- Mirador de La Torre en la vereda La Europa
- Pesca deportiva en la vereda San Luis de la Naguaya
- Ciclo paseos por los distintos corredores viales
- Venta de Piña Mayanes, en las veredas Macapay y Cabuyarito.
- Esteros y morichales propias de la llanura orinoquense.

Hotelería:
Casco urbano:
- Casa Hotel Paratebueno.
- Hotel Cabañas Las Corocoras.
- Hotel La Paz.
- Hotel La Fortuna
- Hotel San Martín.
- Hotel María Rosa
- Residencias Chico Real.
- Hotel campestre Rancho Dallas.

Inspección de Maya:
- Hotel campestre La Potra.

Vereda Japón:
- Hotel campestre La Granja.

## Servicios

### Educación
- Institución Educativa Departamental Agrícola de Paratebueno (Urbana).
- Colegio Departamental Josué Manrique de Maya (Rural).
- Colegio Rural Básico de Santa Cecilia (Rural).

## Movilidad
A Paratebueno se llega por la Ruta Nacional 65 ya sea desde Villavicencio al noreste o desde Yopal (Casanare) al sureste. También se llega por la vecina provincia del Guavio desde Bogotá en la localidad de Chapinero, pasado por Ubalá (Zona B) y Medina o bien en la capital por la Autopista Norte, hacia la variante del Sisga pasando el sur de Boyacá hasta el interior de Sabanalarga (centro poblado Aguaclara), Villanueva y Barranca de Upía.